# Milan Rehák
Milan Rehák (* 9. září 1947) je slovenský politik za HZDS, po sametové revoluci československý poslanec Sněmovny lidu Federálního shromáždění, od konce 90. let poslanec Národní rady SR.

## Biografie
Ve volbách roku 1992 byl za HZDS zvolen do Sněmovny lidu. Ve Federálním shromáždění setrval do zániku Československa v prosinci 1992.
V parlamentních volbách na Slovensku roku 1998 byl zvolen poslancem Národní rady Slovenské republiky za HZDS. Mandát obhájil v parlamentních volbách roku 2002 i parlamentních volbách roku 2006. Do parlamentních voleb roku 2010 měl nastoupit jako jeden z lídrů kandidátky, ale HZDS nezískalo parlamentní zastoupení. Na přední pozici kandidátní listiny HZDS nastoupil i do parlamentních voleb roku 2012, v nichž ovšem strana opětovně neuspěla.
Byl mu udělen Řád Andreje Hlinky. V 90. letech za třetí vlády Vladimíra Mečiara působil jako viceprezident Fondu národního majetku Slovenské republiky. V roce 2004 byl zbaven poslanecké imunity pro podezření ze zpronevěry. Bytem se uvádí v obci Kostolná-Záriečie. Slovenský deník SME poukázal na fakt, že rodina si zde staví luxusní dům a jeho příbuzní jsou ve vedoucích orgánech několika firem.
V HZDS se i nadále angažuje. Uvádí se jako předseda krajského představenstva ĽS-HZDS v Trenčíně. Angažuje se taky v komunální politice. Od roku 1990 zasedá v městském zastupitelstvu v obci Kostolná-Záriečie a po několik let působil i jako místostarosta.